# Donaldville
Donaldville (en anglais : Duckburg) est la ville fictive où vivent la plupart des personnages de l'univers des canards de Disney, située par Carl Barks dans le Duck county, dans l'État de Calisota. Dans les versions françaises de La Bande à Picsou 1987 (série télévisée et film), de La Bande à Picsou 2017 et de Couacs en vrac, le nom de la ville est changé en « Canardville ».

## Histoire
Le nom de Donaldville apparaît pour la première fois en octobre 1944 sur un panneau indicateur dans la dernière image de l'histoire de Carl Barks, Un fil sous les pattes. Avant Carl Barks situait la résidence de Donald à Burbank, où sont aussi situés les studios et le siège de Disney.
Il est régulièrement utilisé et en 1952, Barks le situe dans l'état fictif de Calisota, créé dans l'histoire The Gilded Man.
En 1961, Romano Scarpa situe la ville au nord de Mickeyville dans l'état fictif de Calidornie, dans l'histoire Mickey empereur de Calidornie . Mais il semble que Scarpa n'était pas informé de la création du Calisota, qu'il utilisera plus tard. D'après la carte de Scarpa, Donaldville est situé au niveau de San Francisco.

## Géographie
Donaldville est une ville occidentale de taille moyenne d'environ entre 250 000 et 350 000 habitants pour certains, ou précisément 316 000 pour d'autres, récemment 1 300 000 habitants.[réf. nécessaire]. Elle est peuplée d'animaux anthropomorphiques dont parmi les plus prédominants sont les canards, les chiens et les cochons.

### Localisation
D'après quelques indications données par le dessinateur-scénariste Carl Barks dans ses bandes dessinées, Donaldville se trouve aux États-Unis, dans l'État fictif du Calisota, entre la Californie et l'Oregon, sur l'Océan Pacifique. Néanmoins, aucun élément ne permet d'identifier clairement les États-Unis : pas de drapeau visible par exemple. Carl Barks place la ville au sud de San Francisco, entre Monterey et Los Angeles.
Don Rosa place lui, au début, l'état en Californie, et Donaldville au nord de San Francisco, non loin de la ville d'Eureka. Plus tard il changera les limites de l'État de Californie pour insérer l'État du Calisota.
Dans l'histoire Mickey empereur de Calidornie parue en le 26 février 1961, Romano Scarpa situe la ville dans l'état fictif de Calidornie. Dans cette histoire, la côte ressemble énormément à celle de la Californie, avec Donaldville au nord, vers San Francisco et Mickeyville au centre, vers Bakersfield, bien que l'auteur déclare lui-même que la ville de Mickeyville serait au niveau de Los Angeles.
Toutefois la localisation semble plus que mobile, ainsi l'épisode Un canard boiteux (saison 1 #50) de la série La Bande à Picsou, montre sur une carte la ville de Canardville, sur la côte est des États-Unis au niveau de Pittsburgh.

### La ville

Localisation de Donaldville tel que présenté au début de l'épisode L'Envahisseur de Fort Donaldville.

D'après une carte du Calisota dessinée par Don Rosa dans L'Envahisseur de Fort Donaldville, le dixième épisode de la Jeunesse de Picsou, la ville est baignée au sud par le fleuve Tulebug, après son passage entre la Forêt Noire et la montagne de la Dent du Diable et au nord par une petite baie.
Barks reprend cette dernière zone dans L'oncle Picsou cherche un héritier et Scarpa détaille dans Une super-idée contre un super-pont !. Il nomme la baie Baie d'Audubon qu'il délimite par l'île bon repos. Un immense pont, construit dans cette dernière histoire par Flairsou, traverse la baie et permet de raccourcir le contournement de 50 kilomètres. Dans la série, Myster Mask, la ville située de l'autre côté du pont se nomme Bourg-les-Canards (St. Canard en anglais). Ce pont est grandement inspiré par le Golden Gate Bridge.
Le principal édifice touristique de la ville, en dehors du pont, est la statue de Cornélius Écoutum, représentant le canard tendant entre ses mains un épi de maïs.
L'habitant le plus célèbre de la ville est l'Oncle Picsou, dont le coffre-fort est situé sur la colline Killmotor, au sud de la ville. La ville est le siège de son empire commercial. D'après certaines histoires, des personnages comme Flairsou ou Gripsou ont aussi des demeures dans la ville, voire le siège social de leur compagnie.
Cette forte présence de million/milliardaires est la raison de la présence dans la ville du Milliardaire's Club. Une autre organisation a son origine dans la ville, les Castors Juniors.
Certaines histoires font de la ville un important centre de l'exploration spatiale, inspirée par des villes comme Houston et les bases de Californie. La baie et la rivière font de la ville un important port maritime.
La ville comprend l'université de Yarvard, toutefois plus sportive que scientifique.

### Banlieue
Au sud-est de la ville se situe un important nœud ferroviaire, intersection de trois réseaux.
Non loin de la ville se trouve la ferme de Grand-Mère Donald où habite aussi Gus Glouton. La ferme se trouve aux environs du petit village de Quack Town où allait à l’école Donald quand il était petit (Donald Junior). C'est un lieu de vacances en famille pour Donald et ses neveux, que ce soit en été ou à Noël.
Zoieville, Bourg-les-canards et Gusville font aussi partie de la banlieue.
On peut penser que Duck Port, lieu des aventures des chroniques de la baie fait lui aussi partie de la banlieue. Il s’agit d’une ville construite autour du port. Les personnages principaux sont Popop (qui habite d’ordinaire à Donaldville) et Toby Dick.

## Histoire fictive
Les éléments permettant de connaître l'histoire de Donaldville sont dispersés dans les bandes dessinées de Carl Barks, et reprises régulièrement par Don Rosa. Voir notamment : La Jeunesse de Picsou et Sa Majesté Picsou Ier.
Une plaque de cuivre retrouvée dans une souche près du coffre de Picsou prouve que le Britannique Francis Drake a fondé un fort le 17 juin 1579 sur une colline et le nomme « Fort Drake » (Drake Borough dans la version originale, parfois traduit en Duckburg en français et en italien). Le marin y cacha la bibliothèque perdue ; Fenton Penworthy restant au fort pour compiler ces connaissances en un seul volume.
Situé au Calisota, pays situé au nord de la Californie, le Fort Drake est attaqué en 1818 par les troupes espagnoles. Il est alors, d'après Cornélius Écoutum (Cornelius Coot), la seule enclave à l'ouest de la Louisiane (acheté par les États-Unis à la France) que l'Espagne ne possédait pas. Lorsque l'ordre du roi George d'Angleterre arrive de renoncer à l'avant-poste, le capitaine pressé de fuir donne le fort à un marcheur américain qui se trouve là, Cornélius Écoutum. Celui-ci parvient à mettre en fuite les troupes espagnoles en faisant cuire des épis de maïs qui se transforme en popcorn. Cet événement est célébré par la coûteuse érection d'une statue monumentale de Cornélius brandissant des épis de maïs.
Ce jour-là, Cornélius Écoutum plante la plaque en métal de Drake sur un arbre et rebaptise son fort : Fort Donaldville (Duckburg). Trente ans plus tard, le Calisota est cédé aux États-Unis.
Pendant le XIXe siècle, des familles de pionniers s'installent dans ce far west. Les descendants de Cornélius Écoutum possèdent la majorité des terres. Parmi eux, Elvire, connue par la suite sous le nom de Grand-Mère Donald. Néanmoins, dans un besoin d'argent pour rentrer chez lui, le frère de celle-ci, Jules Écoutum, vend à un mineur du Klondike la colline de Killmule sur laquelle se trouvent les ruines du fort. Ce mineur s'y installe une fois fortune faite : il se nomme Balthazar Picsou, et à la suite de son arrivée catastrophique en voiture, la colline est rebaptisée Killmotor.
Picsou y construit son gigantesque coffre (en 1902 d'après La Jeunesse de Picsou de Don Rosa ; dans les années 1950 d'après Barks). Sous l'impulsion de l'entrepreneur, Donaldville connaît un rapide essor économique au début du XXe siècle. Mais, à son retour en 1930, Picsou est devenu le Canard le plus riche du monde et décide de vivre en misanthrope loin de sa famille et des Donaldvillois : il ferme toutes ses entreprises.
C'est après Noël 1947 que Donaldville connaît un second essor, durable cette fois, lorsque Balthazar Picsou décide de reprendre du service après une fructueuse rencontre avec son neveu Donald et ses petits-neveux Riri, Fifi et Loulou. La ville renaît alors et reprend le développement économique qu'elle avait connu avant 1930. Cependant, il ne semble pas profiter aux habitants du quartier-bidonville de Pauvreville (voir Noël à Pauvreville).
D'après le dessinateur Don Rosa, toutes les aventures de Picsou créées par Barks ont lieu entre 1947 et la mort du personnage qu'il imagine en 1967 (année de la retraite de Barks). Donaldville a donc souvent l'apparence chez ces auteurs d'une ville des années 1950 et 1960. D'autres dessinateurs ont suivi cet esprit, d'autres ont également modernisé la ville pour la mettre au goût des décennies suivantes.

## Principaux habitants
- Donald Duck et ses neveux Riri, Fifi et Loulou.
- Daisy Duck et ses nièces Lili, Lulu et Zizi.
- Balthazar Picsou et son coffre sur la colline de Killmotor (originellement Killmule).
- Géo Trouvetou
- Flagada Jones
- Gontran Bonheur
- Lagrogne le voisin de Donald
- Bolivar le chien de Donald
- Flairsou
- Les Rapetou
- Gédéon Picsou
- Élvire Écoutum (grand-mère Donald)
- Gus Glouton
- Popop Duck
- Brigitte McBridge, follement éprise de Picsou
- Chris Yéyé
- Phil Ature
- Ludwig Von Drake
- Fantomius (anciennement)

À noter que la majorité des canards habitant à Donaldville ont Duck comme nom de famille. Il n'y a pas forcément un lien de parenté entre Donald et Daisy.
Cependant, dans la plupart des versions, les canards ne sont qu'une petite minorité des habitants de la ville qui est surtout peuplée de chiens, de cochons et d'autres oiseaux humanoïdes.
Donaldville est donc la capitale du Calisota. Certaines personnalités créés notamment par Romano Scarpa, sont moins connues comme Gédéon Picsou, cousin ou demi-frère de Balthazar Picsou . Il tient le journal le plus populaire de Donaldville Le grillon qui parle, et fait sa première apparition dans Mystère en sauce.
Vous connaissez peut-être Brigitte, la canne amoureuse de Picsou; qui habite elle aussi à Donaldville.
Les monuments :
- La dent du diable (montagne)
- Le dépôt de Picsou et la colline Kiltmotor
- La bourse de Donaldville
- La statue de Cornélius Ecoutum (et ses archives à l'intérieur)
- Le club des milliardaires
- La fondation Picsou
- Les thermes de Donaldville
- Le Bulding Flairsou
- Banque du Calisota
- la cathédrale Notre-Duck
- Hotel De ville
- Le palais de justice
La banlieue de Donaldville :
- Zoieville
- Boug-Les-Cannards 
- Gusville
- Quack Town (village où vit Grand-mère Donald et où vivait Donald quand il était petit)
Liste complète des personnage de Donaldville:

## Noms à l'{{non-neutre|étranger}}
- Allemagne : Entenhausen
- Australie/ États-Unis/ Royaume-Uni : Duckburg
- Arabie saoudite : مدينة البط (Madinah āl-baṭ)
- Brésil : Patópolis
- Chine : 鸭堡 (Yābǎo)
- Collectivité espérantophone : Anasurbo
- Danemark : Andeby
- Espagne : Patoburgo
- Estonie : Pardilinn
- Finlande : Ankkalinna
- Grèce : Λιμνουπολισ (Limnupolis)
- Hongrie : Hápbörg
- Indonésie : Kota Bebek
- Islande : Andabær
- Italie : Paperopoli
- Japon : ダックバーグ(Duckburg)
- Lituanie : Ančiogala
- Norvège : Andeby
- Pays-Bas : Duckstad
- Pologne : Kaczogród
- Portugal : Patópolis
- Roumanie :  Raţburg ou Macburg
- Russie : Даксбург (Daksbourg)
- Serbie : Patkovgrad
- Suède : Ankeborg
- Slovaquie : Káčerovo
- Slovénie : Račjigrad
- République tchèque : Kačerov

## Commentaire
- La première section des Castors Juniors a été inventée par Clinton Écoutum.